# Mount Roots
Mount Roots ist ein hauptsächlich schneebedeckter Berg im Zentrum Südgeorgiens. Er ragt nahe dem Kopfende des Nordenskjöld-Gletschers und 6,5 km ostsüdöstlich des Mount Paget in der Allardyce Range auf. Mit 2280 m seines westlichen Gipfels ist er der fünfthöchste Berg Südgeorgiens und der Südlichen Sandwichinseln.
Wahrscheinlich war der markante Berg schon den ersten Robbenjägern und Walfängern in Südgeorgien bekannt. Grob kartiert wurde er von Wissenschaftlern der britischen Discovery Investigations zwischen 1925 und 1930. Eine detaillierte Vermessung unternahm der South Georgia Survey (SGS) zwischen 1951 und 1952. Das UK Antarctic Place-Names Committee benannte den Berg 1955 nach James Walter Roots (* 1927), Geodät des SGS.